# Roques de Llenaspres
Les Roques de Llenaspres és una formació muntanyosa del terme de Conca de Dalt, dins de l'antic municipi de Toralla i Serradell, al Pallars Jussà.
Es tracta del cim més alt del Serrat del Ban, al nord-est de Serradell i al nord-oest d'Erinyà.